# Karla Marksa (Timashovsk, Krasnodar)
Karla Marksa (del ruso: Карла Маркса) es un jútor del raión de Timashovsk del Krai de Krasnodar, en el sur de Rusia, situado a orillas de un afluente por la derecha del río Kirpili, 14 km al noroeste de Timashovsk y 75 km al norte de Krasnodar, la capital del krai. Tenía 96 habitantes en 2010.
Pertenece al municipio Dnepróvskoye.